# 1156년

## 연호
- 남송(南宋) 소흥(紹興) 26년
- 금(金) 정원(貞元) 4년 / 정륭(正隆) 원년
- 일본(日本) 규주(久寿) 3년 / 호겐(保元) 원년
- 서하(西夏) 천성(天盛) 8년
- 리 왕조(李朝) 다이딘(大定) 17년

## 기년
- 남송(南宋) 고종(高宗) 30년
- 금(金) 해릉양왕(海陵煬王) 8년
- 고려(高麗) 의종(毅宗) 10년
- 서하(西夏) 인종(仁宗) 17년
- 리 왕조(李朝) 영종(英宗) 19년

## 사건
- 7월 28일 호겐의 난 - 고시라카와 천황 세력의 승리

## 탄생
- 에리크 9세, 스웨덴 국왕